# مسیر عشق (فیلم ۲۰۱۷)
مسیر عشق (به تلگو: Rarandoi Veduka Chudham) یا بیا، جشن‌ها را تماشا کنیم (به انگلیسی: Come, let's watch the celebrations) فیلمی هندی محصول سال ۲۰۱۷ و به کارگردانی کالیان کریشنا کوراسالا است. در این فیلم بازیگرانی همچون نگا چایتانیا، راکول پریت سینگ، جاگاپاتی ببو، سامپات راج، ساپتاگیری و آوانتیکا ونداناپو ایفای نقش کرده‌اند.